# ムンバイ市街県
ムンバイ市街県 (ムンバイしがいけん、英語:Mumbai City district )は、マハーラーシュトラ州の県の一つで、 市街県としては県都や下位区分はない。
ムンバイ郊外県とともにムンバイの大都市を構成している。この地域は「アイランドシティ」または南ムンバイ、またはオールドムンバイと呼ばれている。南はコラバから北はマヒムとシオンまで広がっている。県の面積は157 km 2 (61 平方マイル)、人口は3,085,411人。